# Пеллегрини, Антонио
Антонио Пеллегрини (итал. Antonio Pellegrini; 11 августа 1812, Рим, Папская область — 8 ноября 1887, там же) — итальянский куриальный кардинал. Декан клириков Апостольской палаты с 16 июня 1868 по 28 декабря 1877. Кардинал-дьякон с 28 декабря 1877, с титулярной диаконией Санта-Мария-ин-Аквиро с 31 декабря 1877.